# Steatococcus tabernicolus
Steatococcus tabernicolus är en insektsart som beskrevs av Ferris 1921. Steatococcus tabernicolus ingår i släktet Steatococcus och familjen pärlsköldlöss. Inga underarter finns listade i Catalogue of Life.